# Tommaso Berni
Tommaso Berni (Florença, 6 de março de 1983) é um futebolista italiano que atua como goleiro. Atualmente, está sem clube.

## Carreira

### Início
Berni começou sua carreira na Fiorentina. Em 1998, ele se transferiu para Internazionale e foi promovido ao elenco principal em 2000, com apenas 17 anos. No ano seguinte, transfere-se para o Wimbledon, porém não joga nenhuma partida oficial pelo time inglês. Volta ao futebol italiano em 2003, para defender a Ternana, onde joga 82 partidas até 2006, quando assina com a Lazio, como terceira alternativa ao veterano Angelo Peruzzi, que já encaminhava o final de sua carreira. Até 2011, Berni disputou apenas 8 jogos pelo time romano, sendo emprestado à Salernitana em 2009 com a chegada do argentino Juan Pablo Carrizo.

### Sampdoria
Fora dos planos da Lazio para 2011, o goleiro é contratado pelo Braga numa transferência sem custos, onde joga apenas 1 partida. Em 2012, assina com a Sampdoria, atuando em 3 jogos.

### Retorno a Internazionale
Após uma passagem nula pelo Torino, Berni volta à Internazionale em 2014, assinando por 1 ano. Desde então, não disputou nenhuma partida oficial pelos Nerazzurri.
Em 02 de setembro de 2020, seu contrato com a Internazionale chegou ao fim e o jogador deu adeus ao clube italiano, após 6 anos, sem disputar uma única partida pelo time.